# Oberacker
Oberacker (südfränkisch: Owwaagga) ist ein Stadtteil von Kraichtal im Landkreis Karlsruhe im nordwestlichen Baden-Württemberg.

## Geographie
Oberacker liegt in der Hügellandschaft des Kraichgaus, in der Quellmulde eines linksseitigen Nebentals des Kraichbachtals. Die Gemarkungsfläche beträgt 423 ha.

## Geschichte
Um 1100 erstmals als Oberacker erwähnt, war der Ort Sitz eines edelfreien Geschlechts. Die Ortsherrschaft kam über die Ritter von Ubstadt und ihre Lehnsherren von Bruchsal 1288 an das Kloster Herrenalb. Die Oberlehnsrechte hatten vermutlich die Kraichgaugrafen als Nachfolger der Grafen von Katzenelnbogen. Mit dem Kloster Herrenalb wurde Oberacker württembergisch. Die Württemberger führten 1556 die lutherische Reformation ein. 1806 kam Oberacker im Austausch gegen das Dorf Weigheim im Rahmen des Tausch- und Epurationsvertrags zum Großherzogtum Baden. Von 1806 bis 1813 gehörte der Ort zum Amt Gochsheim, dann zum Amt bzw. Bezirksamt Bretten und ab 1936 zum Bezirksamt Bruchsal.
Westlich des Ortes auf dem Burgberg befand sich die Burg Oberacker.
Am 1. September 1971 vereinigte sich Oberacker mit den Städten Gochsheim und Unteröwisheim sowie mit den Gemeinden Bahnbrücken, Landshausen, Menzingen, Münzesheim, Neuenbürg und Oberöwisheim zur neuen Stadt Kraichtal.
2005 hatte Oberacker 685 Einwohner.

## Wappen
Das ehemalige Wappen von Oberacker zeigt unter goldenem Schildhaupt, darin eine liegende schwarze Hirschstange, in Silber eine fünfblättrige rote Rose mit blauem Butzen und grünen Kelchblättern.

## Sehenswürdigkeiten

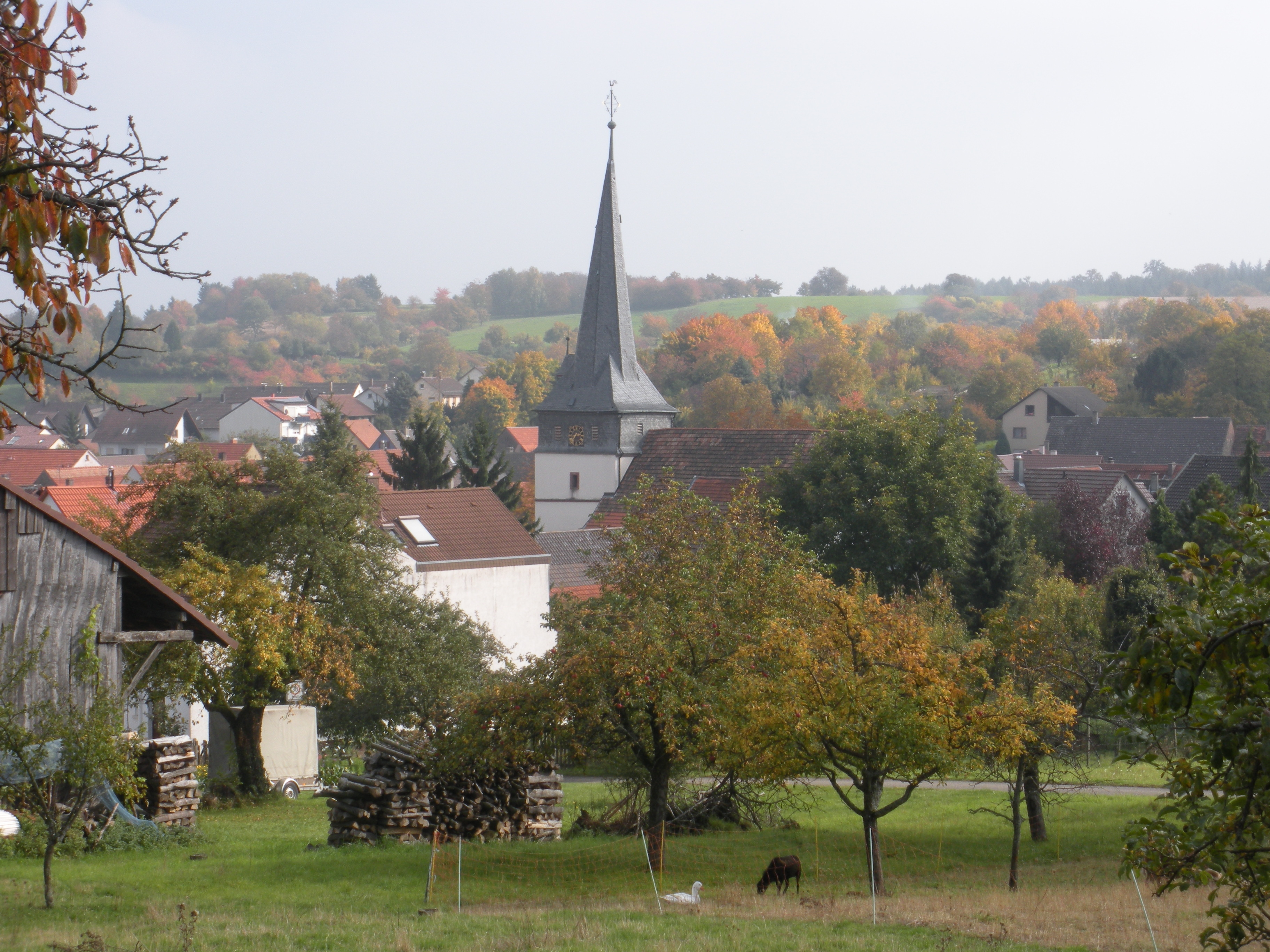
Blick über den Stadtteil Oberacker
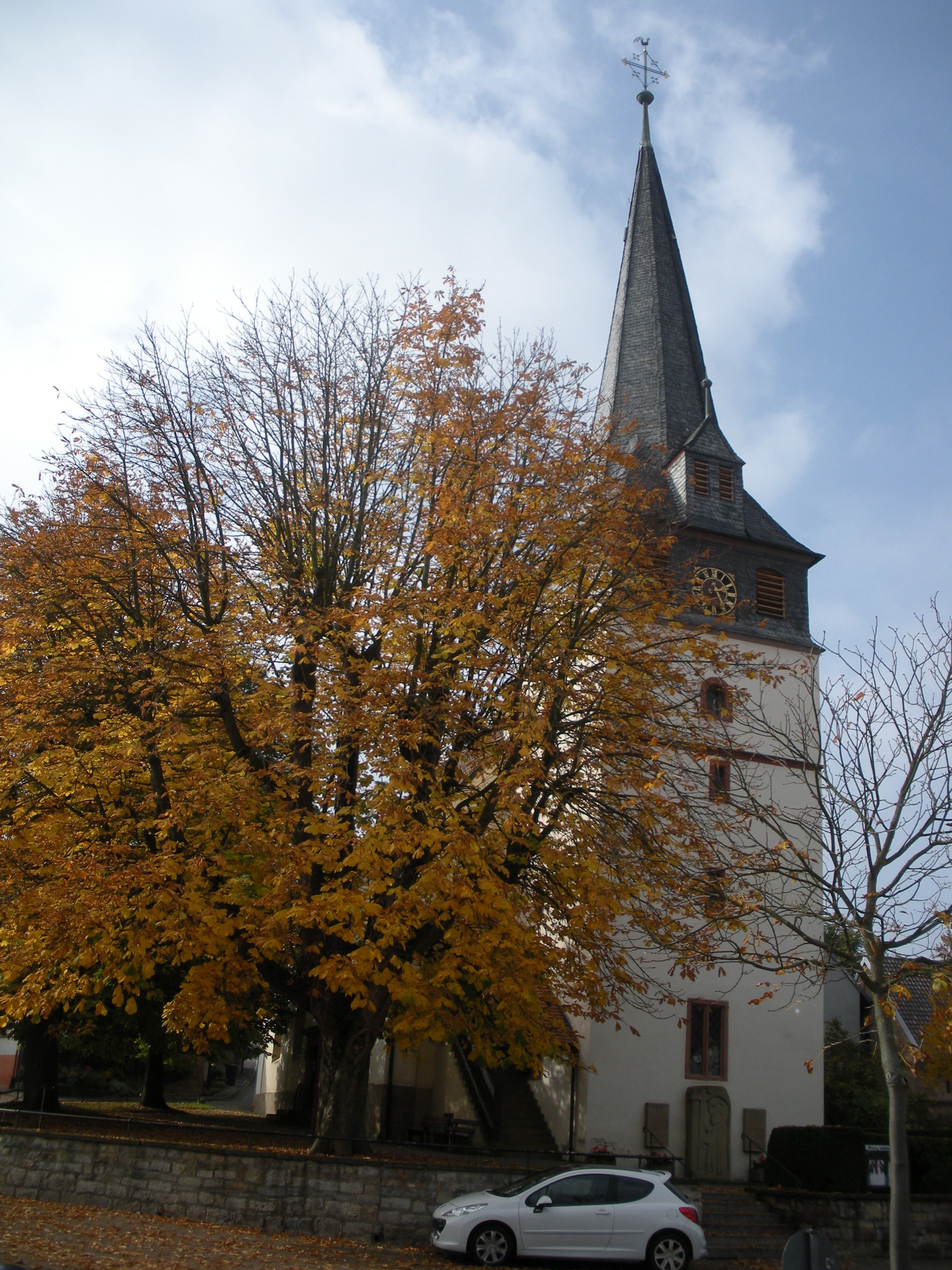
Evangelische Andreaskirche
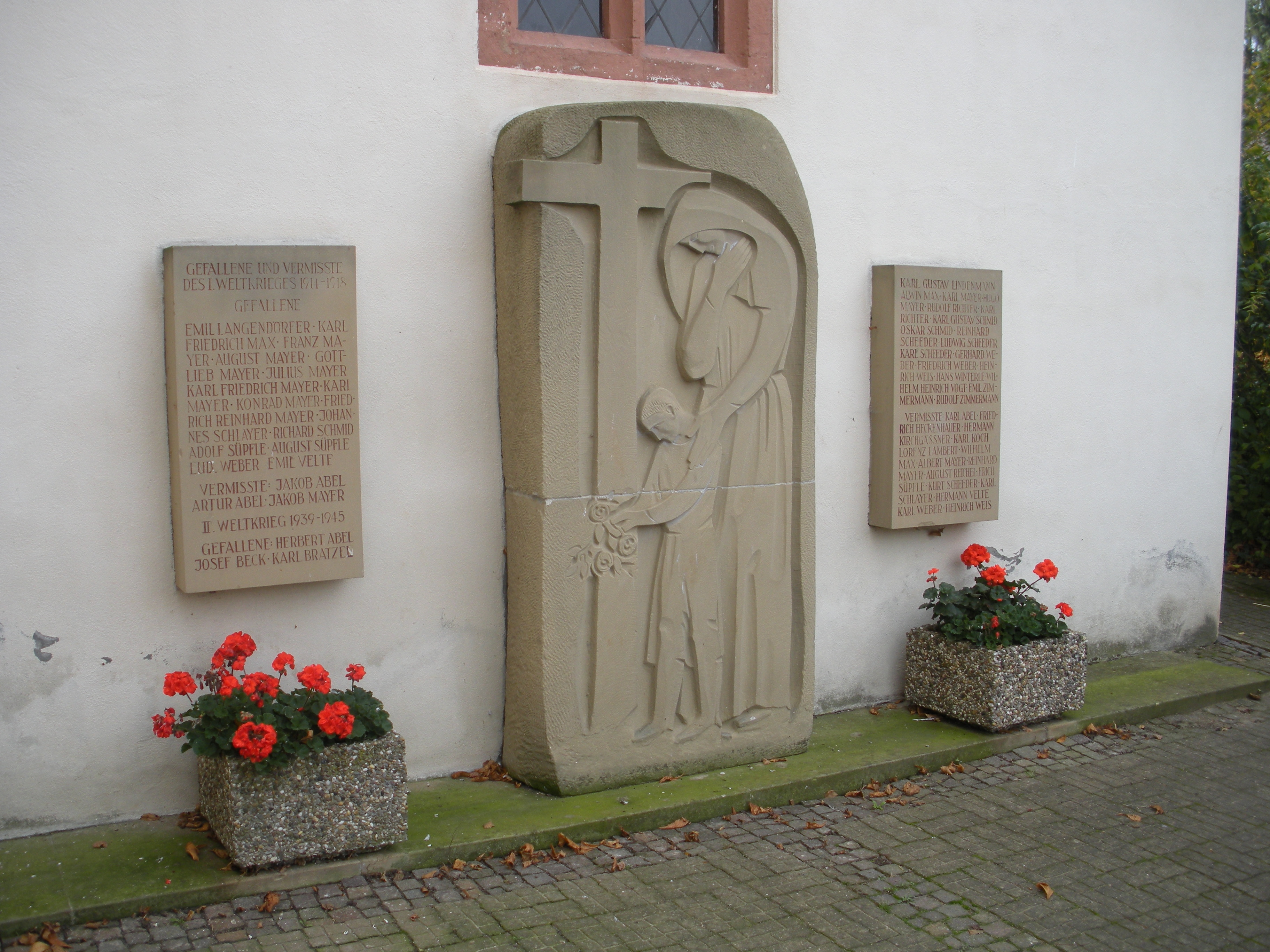
Gefallenendenkmal an der Andreaskirche
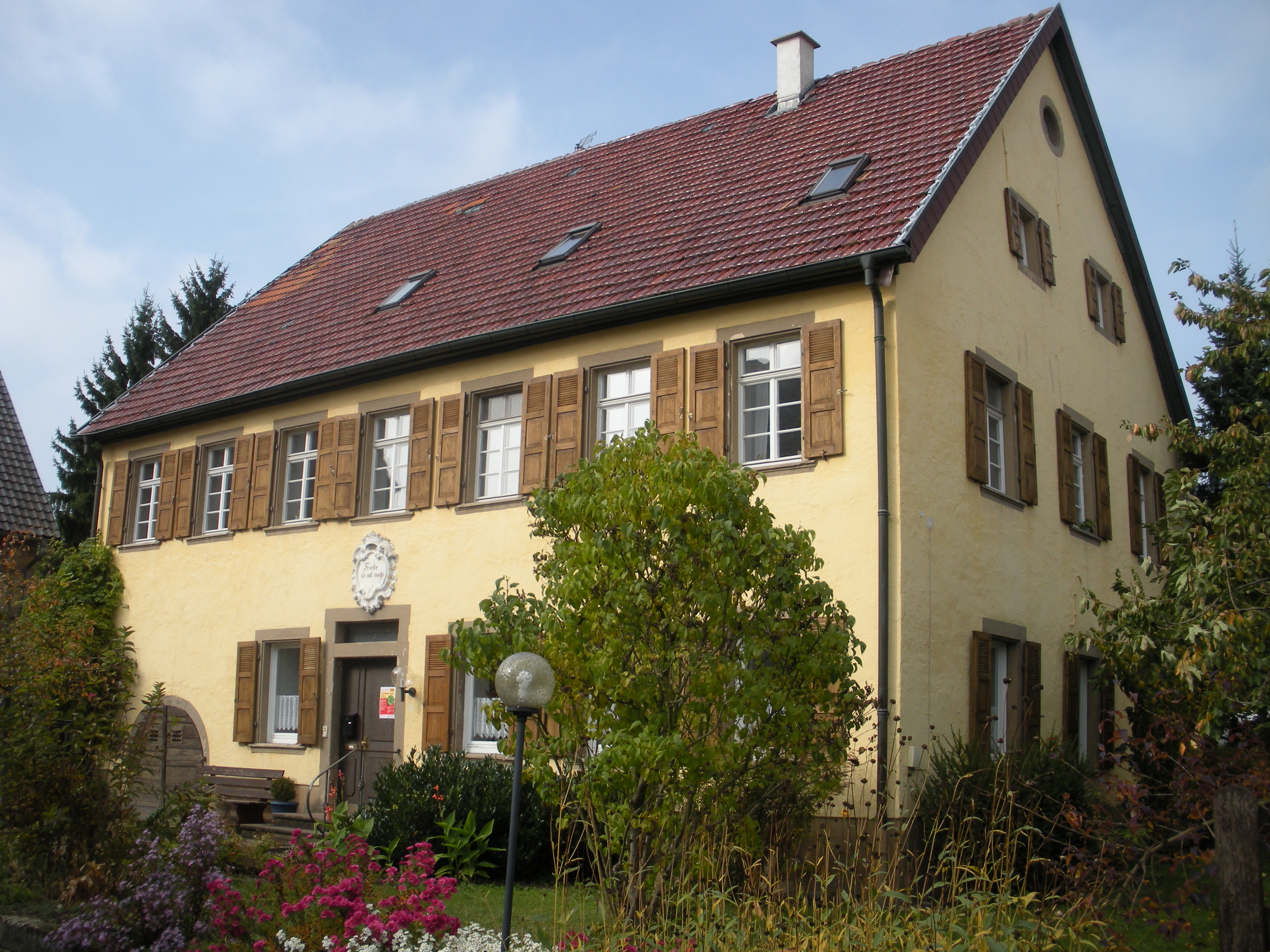
Evangelisches Pfarrhaus
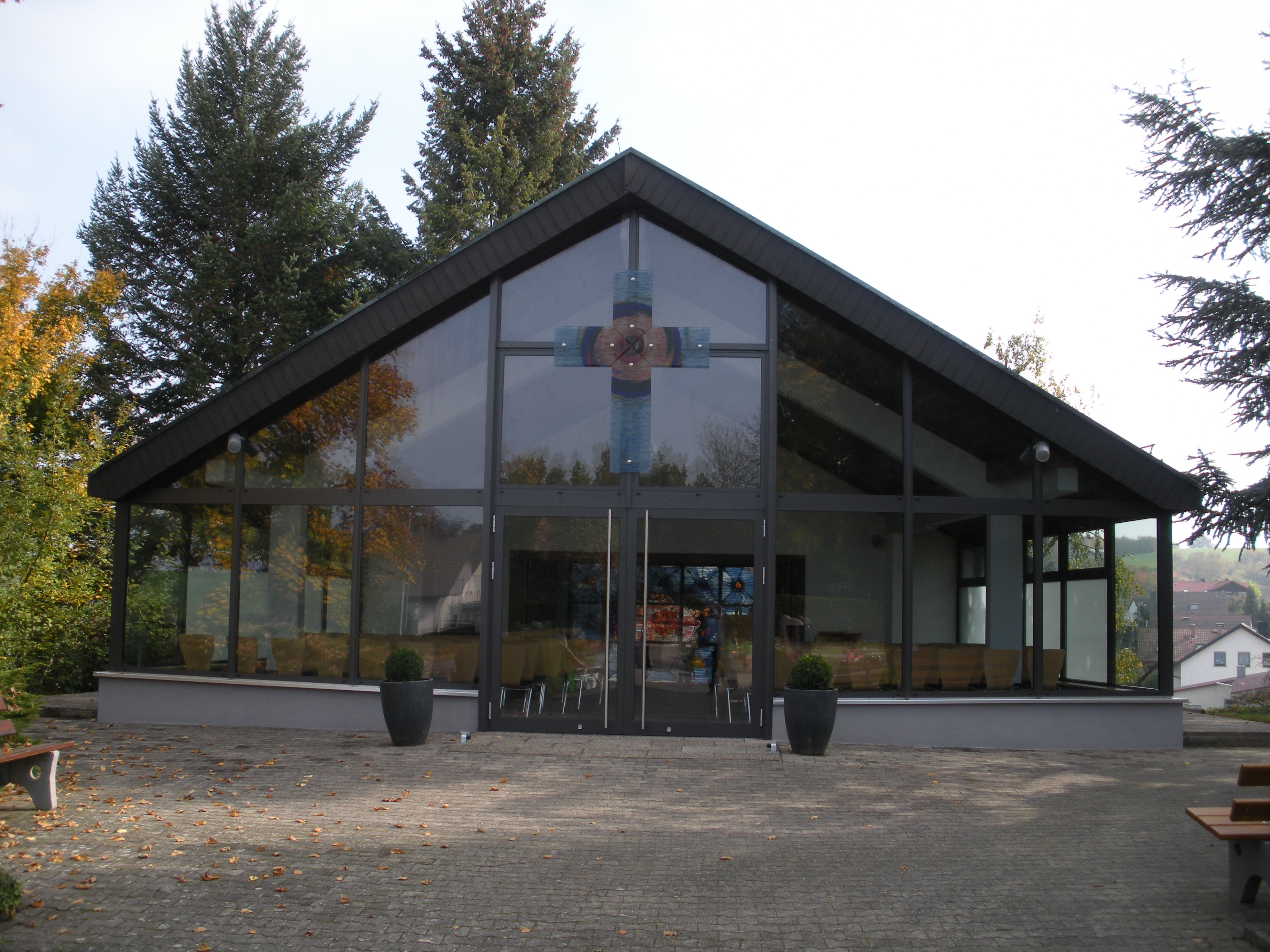
Aussegnungshalle auf dem Friedhof
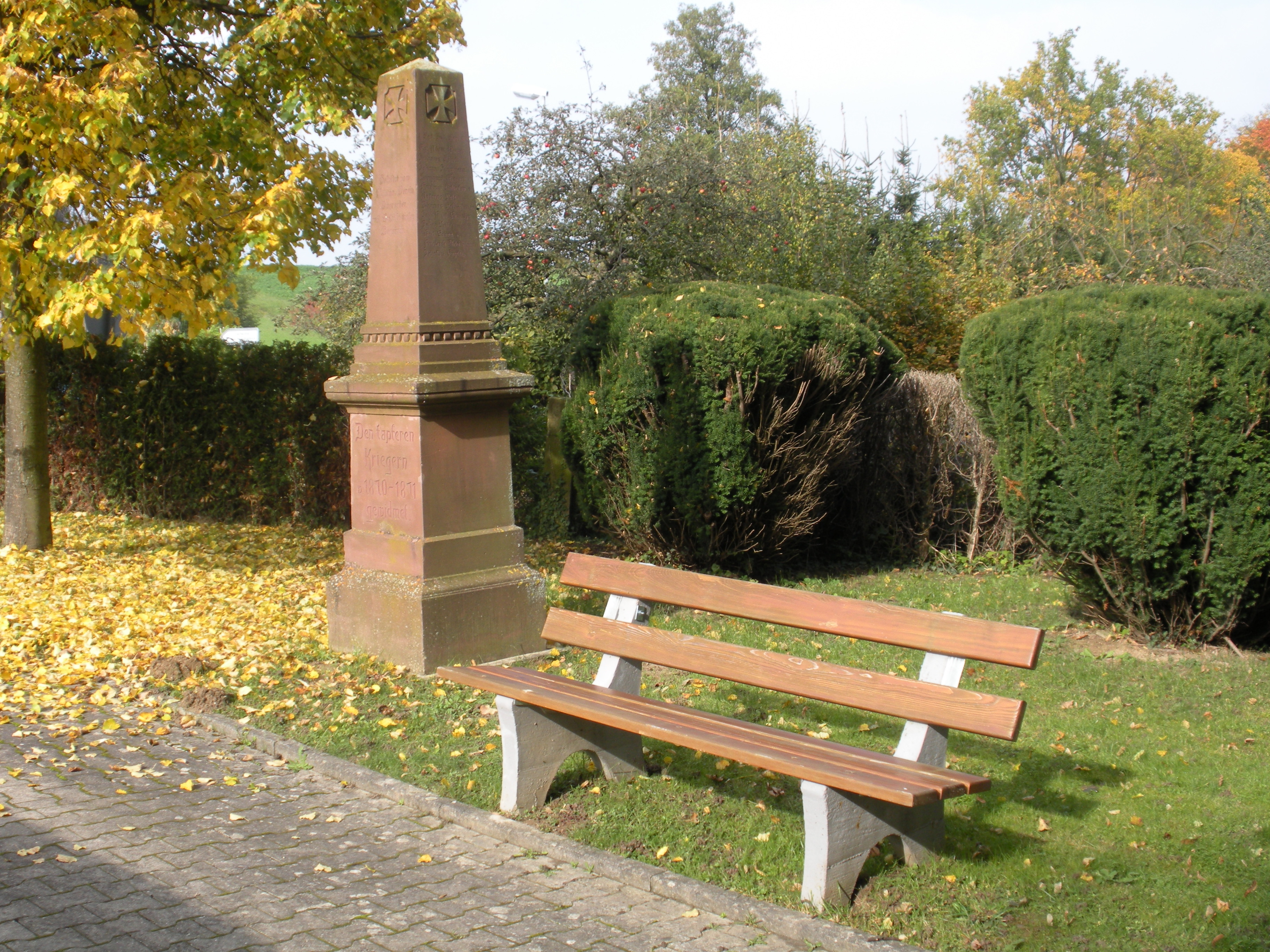
Gefallenendenkmal des Krieges 1870/71 auf dem Friedhof
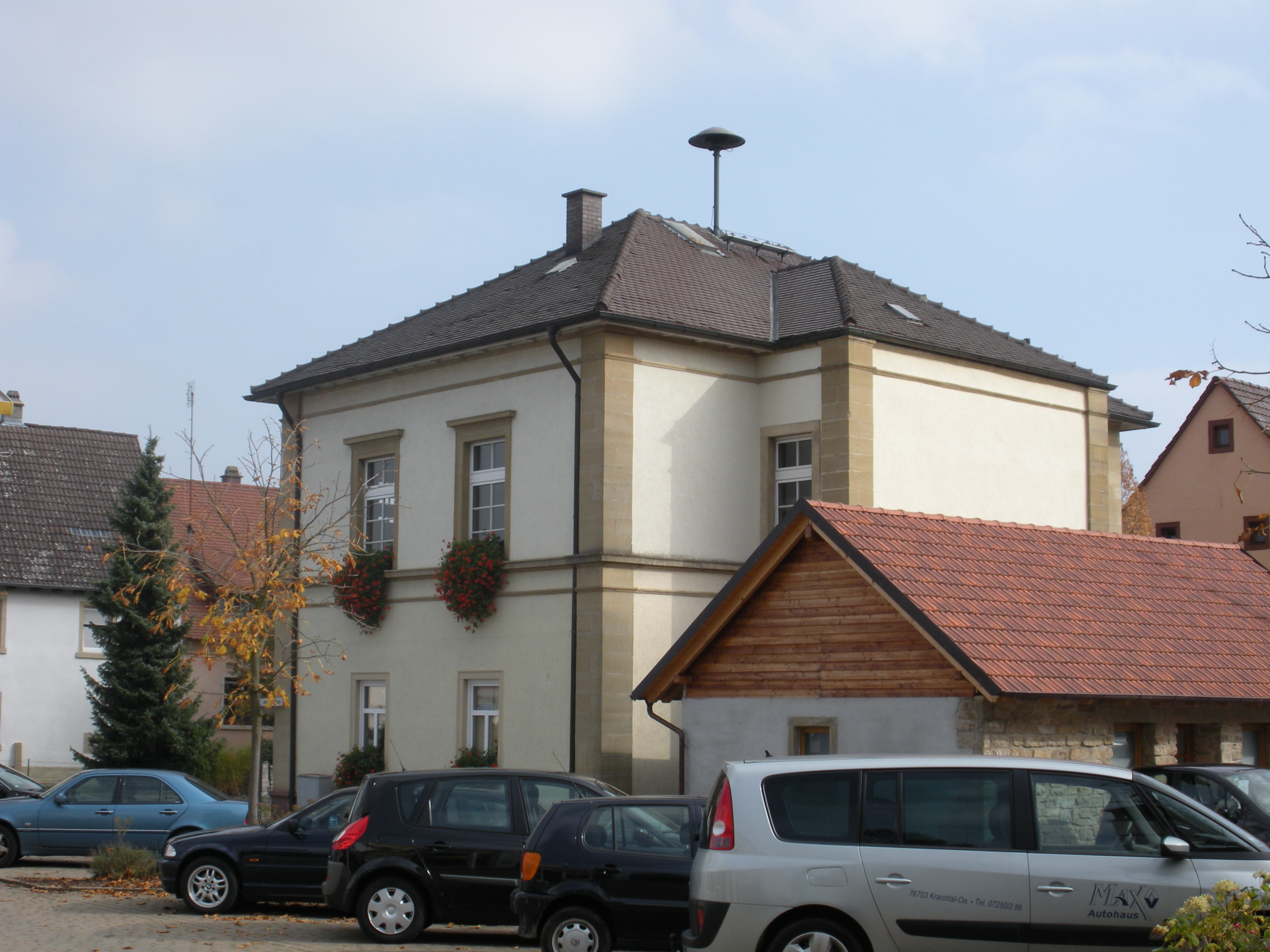
Rathaus in Oberacker
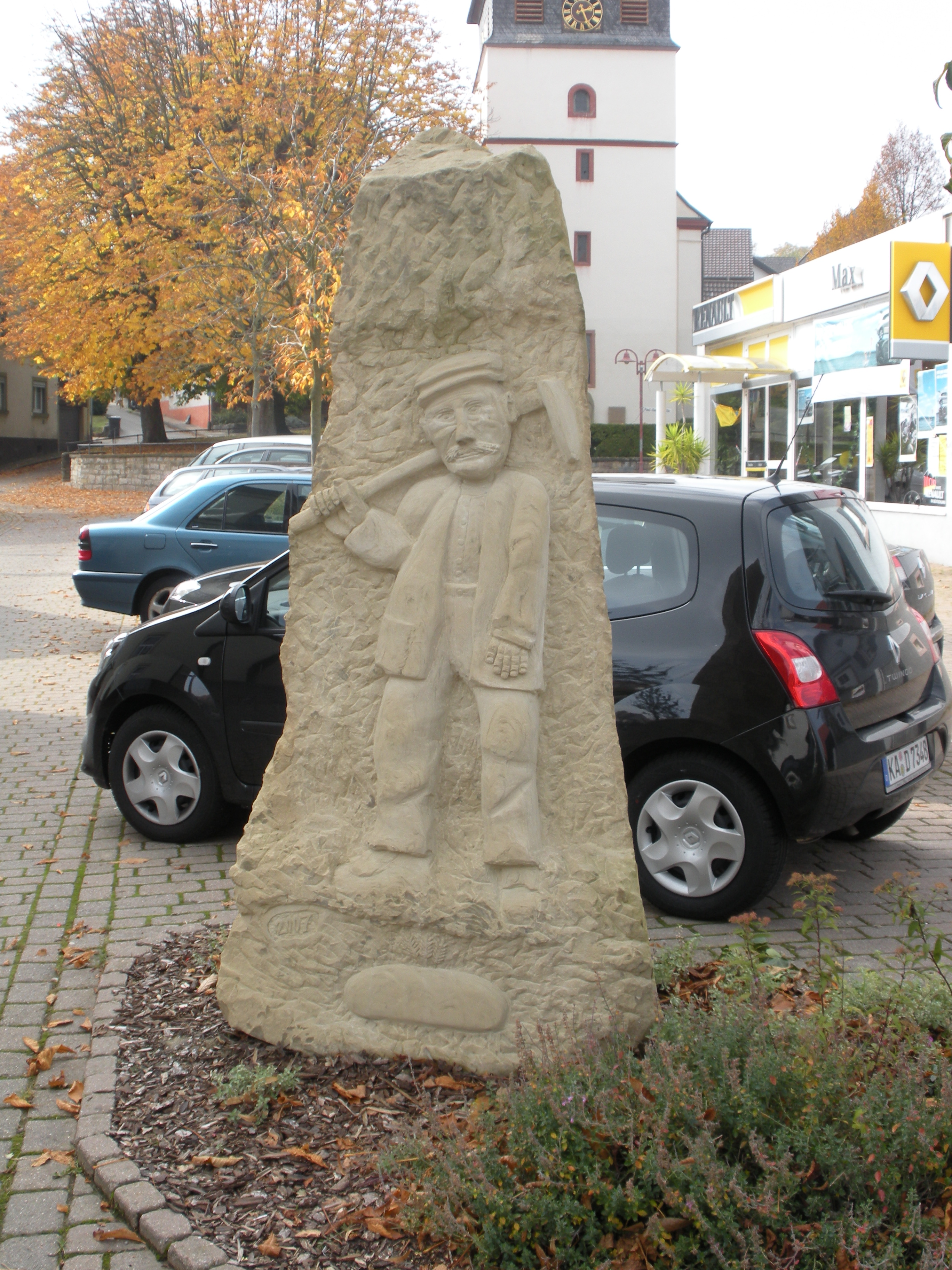
Schollenklopferdenkmal

Das Kriegerdenkmal für die Teilnehmer des Deutsch-Französischen Kriegs 1870/71 gestaltete der Brettener Bildhauer Ludwig Christof Meffle.

## Veranstaltungen
Immer am Erntedankwochenende findet auf dem Dorfplatz vor der Andreaskirche der historische Dorfmarkt statt. Neben der Zubereitung von regionalen Spezialitäten werden auch historische Handwerkskünste präsentiert.